# 田浦御立岬公園站
田浦御立岬公園站（日语：／ Tanoura-Otachimisaki-Kōen eki */?）是位於熊本縣葦北郡蘆北町大字田浦，肥薩橙鐵道線的車站。車站編號為OR06。
一般上只有普通列車停站，由於車站鄰近御立岬海灘，因此在夏天海灘季節時，部分快速「超級橙」（下行1號，上行4號）會臨時停站。

## 歷史
此站是由前・田浦町的請願車站。建設費為約3400萬日圓，全數由該町負擔。
- 2005年（平成17年）3月1日 - 肥薩橙鐵道車站啟用。
- 2008年（平成20年）7月19日 - 在夏季海灘季節中，臨時快速列車會停站，以及增設免費穿梭巴士服務。
- 2019年（令和元年）10月1日 - 隨著引入車站編號，站名牌也更新。車站英文名由「Tanoura Otachimisaki Park」改為「Tanoura-Otachimisaki-Kōen」。

## 車站構造
車站是一座地面車站，設有1面1線的單式月台，月台只可容納2卡車廂。為一座簡單構造的車站。由於此站位於直線上，部分快速列車與貨物列車會高速通過此站，為了安全考慮，月台設有欄柵，以避免乘客墜落路軌。此站整日為無人車站，在夏天海灘季節時，主要為假日會鄰近的御立岬海灘會有許多海灘客，因此在7月下旬至8月中旬的星期六與假日會臨時派遣車站職員至此站，當時會成為臨時有人車站。

## 使用狀況
| 1日上下車人次變遷 | 1日上下車人次變遷 |
| 年度              | 1日平均人次       |
| ----------------- | ----------------- |
| 2011年            | 175               |
| 2012年            | 183               |
| 2013年            | 182               |
| 2014年            | 158               |

## 車站周邊
- 蘆北町田浦分所
- 道之驛田浦（日语：道の駅たのうら）
  - 蘆北町物產館「肥後田浦」
- 御立岬公園
  - 御立岬海灘
  - 御立岬溫泉中心
  - 海洋之家（平房…住宿設施）
  - 營地
- 南九州西回自動車道 田浦交匯處（日语：田浦インターチェンジ）（免費通行，國道3號繞道）

## 巴士路線
田浦基幹支所前 - 距離車站約150米外的國道3號上。
- 產交巴士（日语：九州産交バス）
  - 水俁產交（日语：産交バス水俣営業所）（經佐敷站前、綱木溫泉、新水俁站、水俁站前）
  - 道之驛田浦

### 連接御立岬公園
現時，站前廣場與此站站名均雖然名為御立岬公園，但是卻沒有定期公共交通工具前往御立岬公園。在月台候車室內請有當地的士公司「蘆北的士」的電話號碼，以方便電召的士之用。若步行前往需要近1小時以上（在官方網站與資訊板上雖然表示只需要20分鐘，但是由於沿線都是斜道與設有彎道使實際步行時間增加），車站周邊與沿線上幾乎沒有商店和自動販賣機（站前只有自動販賣機），因此步行至公園之間需特別注意。
但是，為了在夏天運送海灘客，當時會設有免費穿梭巴士連接站前廣場至御立岬海灘或御立岬溫泉中心之間。7月中旬至8月中旬或下旬之間運行，並於海灘開放時段中（在早上10時至黃昏5時）提供服務。
由蘆北町負責安排巴士公司運行，每年都由不同巴士公司負責。
運行區間中每年相異，大約設有以下4路線。
- 田浦御立岬公園站 - 御立岬公園海灘 - 御立岬溫泉中心 - 御立岬公園海灘 - 田浦御立岬公園站（公園循環）
- 田浦御立岬公園站 - 御立岬公園海灘
- 田浦御立岬公園站 - 御立岬公園海灘 - 御立岬溫泉中心
- 御立岬溫泉中心 - 御立岬公園海灘 - 田浦御立岬公園站

從車站前往海灘需時10分鐘、溫泉中心需時20分鐘。
班次上，大約30分鐘至1小時1班。在海灘開放時，巴士班次會配合肥薩橙鐵道線時間表。
在這期間中基本上會毎日運行，在雨天也會運行。但是，在颱風或大雨等惡劣天氣使海灘關閉時，或發生惡劣天氣或列車事故使鐵道停運時，所有巴士班次也會暫停服務。

## 相鄰車站
肥薩橙鐵道
■肥薩橙鐵道線
■快速「超級橙」（只於星期六日運行）
通過
■快速「快速海洋快車薩摩」（只限4號停站）（只於星期六日運行）、■普通
上田浦（OR05）－田浦御立岬公園（OR06）－肥後田浦（OR07）

## 注腳
1. 1 2  国土数値情報(駅別乗降客数データ)  （页面存档备份，存于） - 國土交通省、2018年3月21日參閲
2. ↑  たのうら御立岬公園駅から御立岬海水浴場まで、無料のシャトルバスを運行します （页面存档备份，存于） - 肥薩橙鐵道

## 外部連結
- 田浦御立岬公園站（各站資訊） （页面存档备份，存于） - 肥薩橙鐵道